# Toulicia tomentosa
Toulicia tomentosa är en kinesträdsväxtart som beskrevs av Ludwig Radlkofer. Toulicia tomentosa ingår i släktet Toulicia och familjen kinesträdsväxter. Inga underarter finns listade i Catalogue of Life.